# Дымовая труба Анаконды

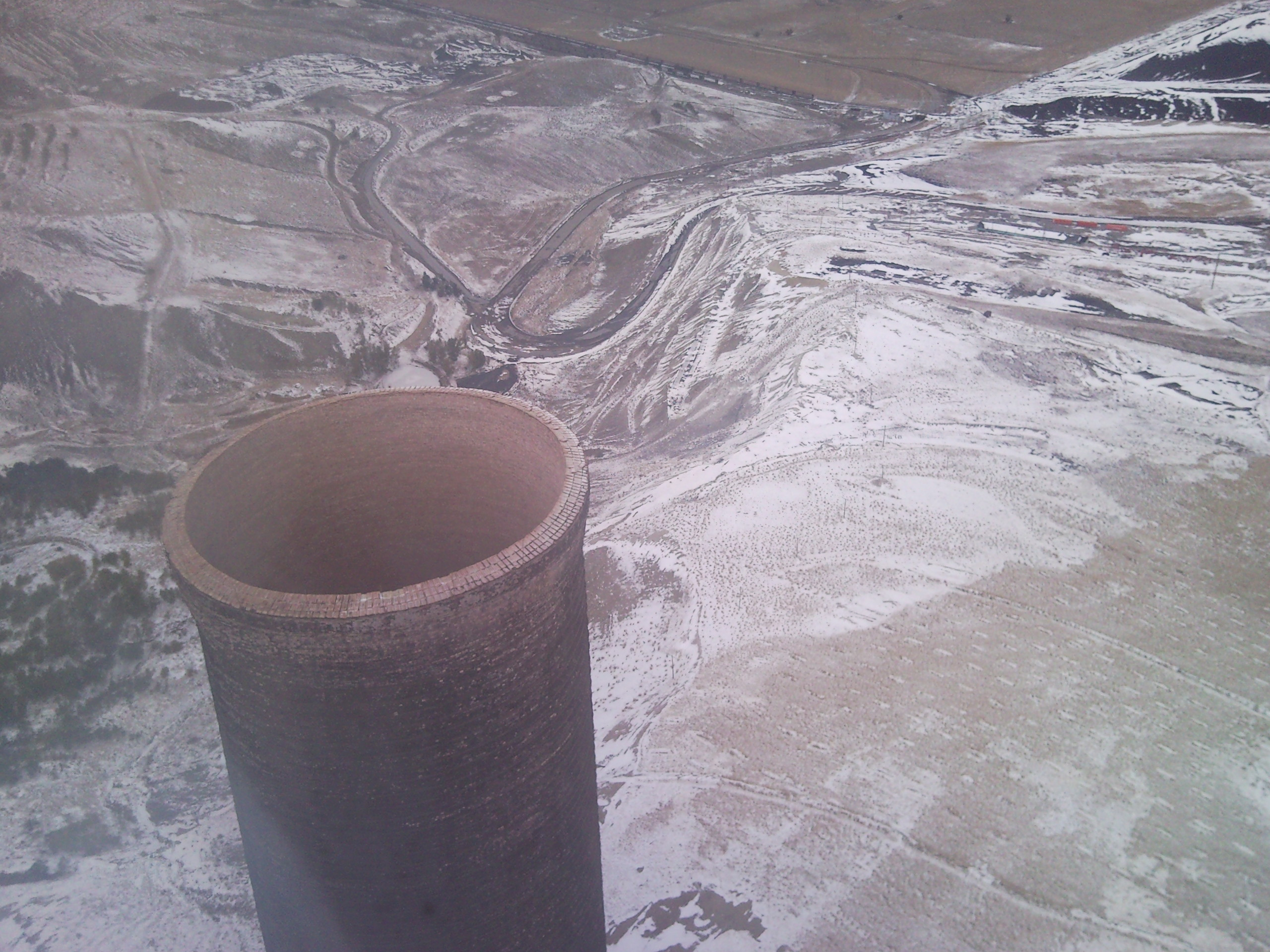
Диаметр устья трубы составляет 18 метров, при толщине стен у вершины 0,6 метра

Дымовая труба Анаконды (англ. Anaconda Smelter Stack) — кирпичная дымовая труба ныне не существующего медеплавильного завода Anaconda Copper Mining Company (ACM) в городе Анаконда, штат Монтана, Соединённые Штаты Америки. Считается одним из самых высоких кирпичных сооружений в мире (по некоторым данным, самым высоким). 
Труба была возведена нью-йоркской строительной фирмой Alphons Custodis Chimney Construction Company. Её строительство началось в 1918 году: к 23 мая был готов фундамент, а к 30 ноября — кирпичная часть до проектной высоты. Ввод в эксплуатацию состоялся 5 мая 1919 года. Строительными работами руководил главный механик компании Washoe Smelting Company У. К. Капрон. 

## Конструкция
Кирпичная дымовая труба имеет 178,3 метра в высоту и стоит на вершине холма на восьмиугольном бетонном фундаменте. Высота фундамента составляет 9,1 метра, остальные 169,2 м — кирпичная часть, включая восьмиугольное основание, высотой 20,1 м. В основании находятся два отверстия, размером 3,8 м × 18,3 м для дымоходов. Фундамент построен на склоне земли с уклоном 21% (12°). На 2/3 он уходит в грунт и его дно покоится на скальном основании.  
На постройку сооружения ушло 2 464 652 кирпича. Большинство кирпичей представляют собой радиальные кирпичи, изогнутые в соответствии с сектором цилиндрической стены. Внутренний диаметр трубы меняется от 23 метров в основании до 18 метров в верхней части. Толщина стен уменьшается снизу вверх от 180 до 60 сантиметров.
Также труба имела терракотовую облицовку по всей высоте, ныне сохранилось лишь 40% всей облицовки (около 67,6 м в верхней части трубы). Общая масса всего сооружения составляет 21 600 т.
Труба предназначалась для отвода дымовых газов из многочисленных печей для обжига медной руды и выплавки меди. Она соединялась с сетью дымоходов от печей, находившихся в нескольких сотнях метров ниже по склону. За счёт расположения на вершине холма труба обладала прекрасной естественной тягой и была способна выбрасывать в атмосферу до ста тысяч кубических метров дымовых газов в минуту.

## Рекультивация
В 1980 году было принято решение закрыть медеплавильный завод в Анаконде, снести все строения, а территорию рекультивировать. Жители Анаконды организовали движение в защиту трубы. В результате труба была сохранена как памятник и даже внесена в Национальный реестр исторических мест США. Парк, основанный в 1986 году на месте медеплавильного завода, получил название Anaconda Smoke Stack («Дымовая труба Анаконды»).

Дымящая труба в 1950-е гг. во время работы заводов

К самой трубе подходить туристам по нескольким причинам запрещается и она огорожена. Во-первых, почва вокруг неё до сих пор загрязнена токсичным металлоидом мышьяка, а также медью, кадмием, свинцом и цинком. Помимо этого, существует опасность обрушения терракотовой облицовки и частей кирпича. Тем не менее, находятся экстремалы, которые несмотря на запреты поднимаются на трубу.